# Antholmen, Kimitoön
Antholmen (finska: Antholma) är en ö i Finland. Den ligger i Skärgårdshavet och i kommunen Kimitoön i landskapet Egentliga Finland, i den sydvästra delen av landet. Ön ligger omkring 37 kilometer sydöst om Åbo och omkring 120 kilometer väster om Helsingfors.
Öns area är 30,3 hektar och dess största längd är 1,1 kilometer i sydöst-nordvästlig riktning. Ön höjer sig omkring 30 meter över havsytan.